# 圣吉勒代马赖
圣吉勒德马赖（法語：Saint-Gilles-des-Marais，法語發音：[sɛ̃ ʒil de maʁɛ] ⓘ）是法国奥恩省的一个市镇，属于阿朗松区。

## 地理
圣吉勒德马赖（48°34'58"N, 0°41'38"W）面积5.92 平方千米，位于法国诺曼底大区奧恩省，该省份为法国西北部内陆省份，北起顺时针与卡爾瓦多斯省、厄尔省、厄尔-卢瓦省、萨尔特省、马耶讷省和芒什省接壤。
与圣吉勒德马赖接壤的市镇（或旧市镇、城区）包括：圣马尔代格雷讷、栋夫龙昂普瓦赖。
圣吉勒德马赖的时区为UTC+01:00、UTC+02:00（夏令时）。

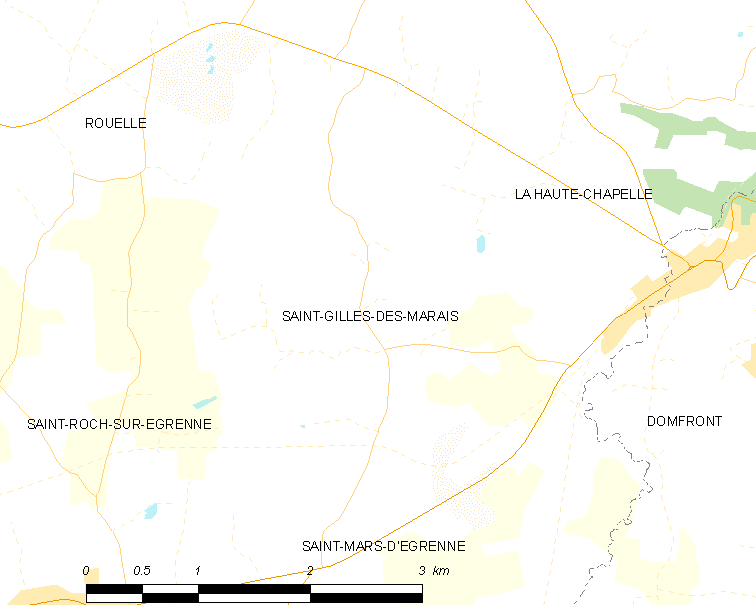
圣吉勒德马赖的OSM定位图

## 行政
圣吉勒德马赖的邮政编码为61700，INSEE市镇编码为61401。

## 政治
圣吉勒德马赖所属的省级选区为栋夫龙昂普瓦赖县。

## 人口

1962-2008年间圣吉勒德马赖人口变化图示

圣吉勒德马赖于2022年1月1日时的人口数量为106人。